# Рондели, Александр Давидович
Александр Давидович Рондели (груз. ალექსანდრე რონდელი; 7 января 1942, Грузинская ССР — 12 июня 2015, Тбилиси) ― советский и грузинский учёный-востоковед, политолог, дипломат. Доктор географических наук.

## Биография
Родился 7 января 1942 года в семье известного грузинского режиссёра Давида Рондели.
Окончил факультет востоковедения Тбилисского государственного университета. В 1974 году защитил докторскую диссертацию. С 1976 по 1977 год Александр Рондели прошел стажировку в Лондонской школе экономики и политических наук, а с 1993 по 1994 год — в Школе общественных и международных отношений Вудро Вильсона (Принстонский университет, США). В 1991 году был приглашенным профессором в Университете Эмори (США), в 1995 году — в колледже Маунт-Холиок (США), а в 1992, 1995 и 1997 годах ― в колледже Уильяма.
С 1991 по 1996 год был заведующим кафедрой международных отношений Тбилисского государственного университета. С 1997 по 2001 год работал директором Центра исследований и анализа внешней политики Министерства иностранных дел Грузии.
В последующие годы он был президентом Грузинского фонда стратегических и международных исследований. Данный фонд провозгласил цель «помочь улучшить процесс принятия решений в сфере государственной политики в Грузии посредством исследования и анализа, обучения политиков и аналитиков, а также просвещения общественности по стратегическим вопросам».
Среди опубликованных им научных работ: «Маленькая страна в международной системе», «География города», «Международные отношения» и другие. Эти его работы используются в учебном процессе в вузах Грузии.
Имел дипломатический ранг Чрезвычайного и Полномочного Посла.
Был сторонником евроатлантической ориентации Грузии, которую он видел как единственный вариант для страны стать жизнеспособной демократией.
Умер 12 июня 2015 года в Тбилиси.

## Награды
- Офицер ордена Заслуг перед Республикой Польша (2 февраля 2012 года, Польша)[8].